# Colégio Saint George
O Saint George's College, fundado em 1936 e administrado pela Congregação da Santa Cruz, é uma escola particular bilíngue em Santiago, Chile . É um dos estabelecimentos educacionais mais renomados do país, famoso por educar a elite chilena. Segundo o Seminarium, um terço dos CEOs das 200 maiores empresas do Chile são graduados da escola.

## História
Três padres da Santa Cruz chegaram a Santiago, Chile, em 1º de março de 1943, a convite do Cardeal José María Caro, Arcebispo de Santiago, para administrar o Colégio Saint George. Os padres William Havey, Alfred Send e Joseph Doherty acreditavam que iriam fazer trabalhos universitários, sem saber que "college" significava uma escola para alunos do primeiro ao 12º ano.
St. George's foi a única escola particular no Chile a ser tomada pelo governo militar após o golpe de setembro de 1973. A Congregação retornou à escola em 1986.
Originalmente uma escola só para meninos, o Saint George's College se tornou misto em 1973. Inicialmente estava localizado na parte de Pedro de Valdivia de Providencia, e em 1970 foi transferido para Vitacura .
Suas tradicionais escolas rivais são o Colegio del Verbo Divino, o Colegio San Ignacio e o Santiago College, que estavam originalmente localizados próximos um do outro em Providencia, distrito onde a avenida Pedro de Valdivia se encontra.
Um grupo de pais e professores, insatisfeitos com as medidas da Teologia da Libertação impostas pelo Padre Gerard Whelan no início da década de 1970, se separou em 1972 e formou o Colegio Tabancura, uma escola para meninos administrada pela Opus Dei.

## Campus
Ao longo de sua história, o Saint George's College teve duas sedes, sendo transferido de Providencia para o limite norte de Vitacura . Atualmente, o campus localizado em La Pirámide totaliza 241.086 metros quadrados de terra ou 60 acres.
A escola abriga amplas instalações esportivas, incluindo um ginásio poliesportivo, uma pista de atletismo com arquibancadas com capacidade para 3.000 pessoas, uma sala de aparelhos de ginástica, quadras de vôlei, futebol, basquete e rúgbi . A escola tem várias salas de estudo, além de uma biblioteca de três andares. Em 2011, foi inaugurado o Prédio de Ciência e Tecnologia, com salas equipadas com computadores, equipamentos de laboratório e lousas interativas, além de um laboratório pré-escolar e um auditório. Graças à instalação de painéis fotovoltaicos, o edifício funciona 100% com energia solar. Outras instalações incluem o berçário, laboratórios de informática, salas equipadas para música e artes, o canto do escoteiro (projeto selecionado para a Bienal de Arquitetura do Chile ), a capela, o teatro, o anfiteatro e o prédio do 11º e 12º ano. A escola conta com um cassino, refeitório comercial, dois quiosques e uma loja de material escolar.

## Ex-alunos notáveis
- José Miguel Insulza (Turma de 1961) – Político socialista, senador pela região de Arica y Parinacota desde 2018.
- Andrés Pascal Allende (turma de 1962) – revolucionário marxista e sobrinho de Salvador Allende .
- Eliodoro Matte (turma de 1963) - milionário chileno
- Andrés Wood (turma de 1983) – cineasta; diretor e produtor de Machuca .
- Gonzalo Lira (turma de 1985) - cineasta, autor e blogueiro.
- Marco Enríquez-Ominami (turma de 1990) – Político progressista, membro da Câmara dos Deputados de 2006 a 2010.
- Francisca Valenzuela - cantora, compositora e poetisa americana; filha do cientista Pablo Valenzuela

## Links externos
- Site oficial